# Frente Nacional de Alianza Libre
Frente Nacional de Alianza Libre (FNAL) fue una organización política española de inspiración falangista constituida en 1968 por Manuel Hedilla tras su marcha del radical Frente Sindicalista Revolucionario de Narciso Perales. 
Durante el franquismo actuaba bajo la cobertura de la Editorial FNAL. En 1970, a la muerte de Hedilla, se hizo con el liderato Patricio González de Canales. En 1976 participó en un congreso de unificación de la Falange que dio origen a la Falange Española de las JONS (Auténtica). Aun así en 1978 el FNAL se constituyó como partido político aunque sin tener actividad pública desde entonces.